# John Dramani Mahama
John Dramani Mahama (Damongo, 29 novembre 1958) è un politico, storico e scrittore ghanese, Presidente del Ghana dal 7 gennaio 2025. In precedenza, ha già ricoperto il medesimo ruolo dal luglio 2012 al gennaio 2017.
Esperto di comunicazioni, storico e scrittore, Mahama è stato altresì membro del parlamento del Ghana dal 1997 al 2009 e Ministro delle comunicazioni dal 1998 al 2001.
È stato Vice Presidente del Ghana dal 2009 al 2012 ed è divenuto presidente il 24 luglio 2012 in seguito alla morte del presidente in carica, John Atta Mills. È stato eletto per esercitare il suo primo mandato da presidente nelle elezioni presidenziali del dicembre successivo, ottenendo il 50,70% dei voti.
Non è stato confermato alle elezioni presidenziali del 2016, nelle quali ha ottenuto il 44,40% delle preferenze, risultando invece eletto il candidato del Nuovo Partito Patriottico, Nana Akufo-Addo.

## Biografia
Membro del gruppo etnico Gonja nella regione della savana del Ghana, Mahama proviene da Bole nella regione della savana. Mahama è nato sabato 29 novembre 1958 a Damongo, un'area nell'attuale distretto di West Gonja. Suo padre, Emmanuel Adama Mahama, un ricco coltivatore di riso e insegnante, è stato il primo membro del Parlamento per la circoscrizione di West Gonja e il primo commissario regionale della regione settentrionale durante la Prima Repubblica sotto il primo presidente del Ghana, Kwame Nkrumah. Il padre di Mahama è stato anche consigliere presidenziale durante la Terza Repubblica del Ghana sotto Hilla Limann, che è stata rovesciata nel 1981 da Jerry Rawlings.
Mahama ha ricevuto la sua istruzione primaria presso la Accra Newtown Experimental School (ANT1) prima di andare in collegio presso la Achimota Primary School. Ha completato la scuola secondaria presso la Ghana Secondary School di Tamale. Ha proseguito gli studi presso l'Università del Ghana, a Legon, laureandosi in storia nel 1981 e ottenendo un diploma post-laurea in studi di comunicazione nel 1986. Da studente, è stato membro della Commonwealth Hall Legon. Ha anche studiato all'Istituto di Scienze Sociali di Mosca in Unione Sovietica, specializzandosi in psicologia sociale. Ha conseguito un diploma post-laurea nel 1988. 

## Carriera
Al suo ritorno in Ghana ha insegnato storia a livello di scuola superiore per alcuni anni. Quindi ha lavorato come responsabile dell'informazione, della cultura e della ricerca presso l'ambasciata del Giappone ad Accra tra il 1991 e il 1995. Da lì si è trasferito all'organizzazione non governativa (ONG) anti-povertà Plan International's Ghana Country Office, dove ha lavorato come responsabile delle relazioni internazionali, delle comunicazioni di sponsorizzazione e delle sovvenzioni tra il 1995 e il 1996. Nel 1993 ha partecipato ad un corso di formazione professionale per "Personale di Pubbliche Relazioni all'Estero", organizzato dal Ministero degli Affari Esteri giapponese a Tokyo. Ha inoltre partecipato a un corso di sviluppo manageriale organizzato da Plan International (RESA) a Nairobi, Kenya. 

### Membro del Parlamento e ministro
Mahama è stato eletto per la prima volta al Parlamento del Ghana nelle elezioni del 1996 per rappresentare la circoscrizione di Bole/Bamboi per un mandato di quattro anni. Nell'aprile 1997, Mahama è stato nominato Vice Ministro delle Comunicazioni. È stato promosso alla carica di Ministro delle Comunicazioni nel novembre 1998, carica che ha ricoperto fino al gennaio 2001, quando il Congresso Nazionale Democratico (NDC) al potere ha consegnato il potere al governo del Nuovo Partito Patriottico. 
Nel 2000, Mahama è stato rieletto per un altro mandato di quattro anni come membro del Parlamento per Bole/Bamboi. È stato rieletto di nuovo nel 2004 per un terzo mandato. Dal 2001 al 2004, Mahama è stato portavoce parlamentare di minoranza per le comunicazioni. Nel 2002 è stato nominato direttore delle comunicazioni per l'NDC. Nello stesso anno, è stato membro del team di osservatori internazionali selezionati per monitorare le elezioni parlamentari dello Zimbabwe. In qualità di deputato, è stato membro della commissione per gli ordini permanenti e della commissione parlamentare per i trasporti, l'industria, l'energia, le comunicazioni, la scienza e la tecnologia. 

### Vice Presidente
Mahama è stato Vice Ministro delle Comunicazioni tra l'aprile 1997 e il novembre 1998. Durante il suo mandato, Mahama è stato anche Presidente dell'Autorità Nazionale per le Comunicazioni; in tale veste ha svolto un ruolo chiave nella stabilizzazione del settore delle telecomunicazioni del Ghana dopo la sua deregolamentazione nel 1997. In qualità di ministro, è stato membro fondatore della Commissione per l'AIDS del Ghana, membro del comitato per l'attuazione del censimento nazionale della popolazione del 2000 e vicepresidente del Comitato per la pubblicità per la reintroduzione dell'imposta sul valore aggiunto (IVA). 
Continuando ad espandere il suo interesse e il suo coinvolgimento negli affari internazionali, nel 2003 Mahama è diventato membro del Parlamento panafricano, ricoprendo il ruolo di presidente del Caucus dell'Africa occidentale fino al 2011. È stato anche membro della Commissione ad hoc per la cooperazione dei parlamenti europei e panafricani. Nel 2005, Mahama è diventato il portavoce delle minoranze per gli affari esteri. È membro del Comitato consultivo dell'UNDP per la risoluzione dei conflitti in Ghana. 
Il 7 gennaio 2009, Mahama ha prestato giuramento come vicepresidente del Ghana con John Atta Mills come presidente. In tale veste è stato anche presidente del National Economic Management Team, del Armed Forces Council of Ghana, del Decentisation and Implementation Committee e del Police Council of Ghana.

### Presidente del Ghana nel 2012
In linea con la costituzione del Ghana, Mahama è diventato presidente del Ghana il 24 luglio 2012 alla morte del suo predecessore, John Atta Mills.  Nel luglio 2012 è diventato il primo presidente del Ghana ad aver ricoperto incarichi politici a tutti i livelli (deputato ghanese e panafricano, viceministro, ministro, vicepresidente e presidente). Ha detto in parlamento dopo aver prestato giuramento: "Questo è il giorno più triste nella storia della nostra nazione. Le lacrime hanno inghiottito la nostra nazione e siamo profondamente rattristati e sconvolti e io personalmente sono devastato, ho perso un padre, ho perso un amico, ho perso un mentore e un compagno anziano. Il Ghana è unito nel dolore in questo momento per il nostro presidente scomparso".

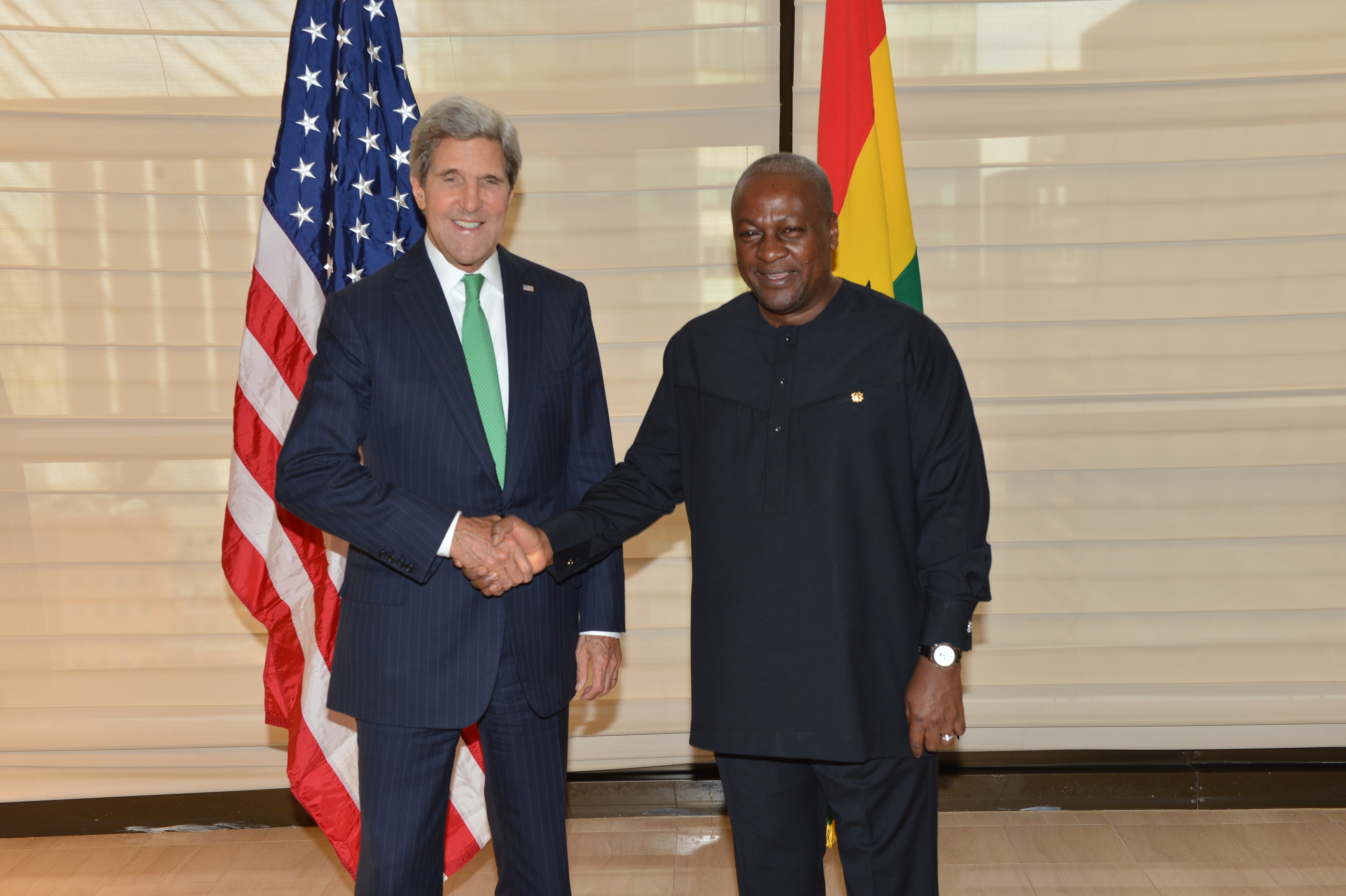
Il presidente del Ghana John Mahama in un incontro bilaterale con il Segretario di Stato degli Stati Uniti John Kerry

Come risultato della sua nomina alla presidenza, Mahama ha fatto la storia politica diventando il primo capo di stato ghanese ad essere nato dopo la dichiarazione di indipendenza del Ghana il 6 marzo 1957. Il 30 agosto 2012 l'NDC ha tenuto un Congresso Nazionale Speciale dei Delegati e ha appoggiato Mahama come candidato presidenziale del 2012. Mahama, l'unico candidato del partito, ha ottenuto 2.767 voti, che rappresentano il 99,5% dei voti totali espressi, per scegliere il posto per il partito. Mahama aveva dichiarato che la sua amministrazione era profondamente impegnata a portare avanti l'Agenda per il Ghana Migliore iniziata sotto il presidente Mills.
Mahama ha vinto le elezioni generali del dicembre 2012 con il 50,70% del totale dei voti validi espressi e un margine di vittoria del 3% battendo il suo rivale più vicino, Nana Akufo-Addo del principale partito di opposizione, il Nuovo Partito Patriottico, che ha ottenuto il 47,74%. Questo è stato appena sufficiente per vincere la presidenza senza la necessità di un ballottaggio. Inoltre, Mahama ha ottenuto la maggioranza dei voti validi espressi in otto delle dieci regioni amministrative del Ghana. Tredici capi di Stato africani, un primo ministro, due vicepresidenti e 18 delegazioni governative in tutto il mondo hanno partecipato alla sua cerimonia inaugurale presso la Piazza della Stella Nera ad Accra il 7 gennaio 2013, quando Mahama ha prestato giuramento per iniziare il suo mandato quadriennale. 
Dopo la sua investitura, il Nuovo Partito Patriottico all'opposizione, guidato da Nana Akufo-Addo, dal suo compagno di corsa, Mahamudu Bawumia e dal presidente del partito, Jacob Otanka Obetsebi-Lamptey, ha contestato i risultati elettorali, denunciando irregolarità, omissioni e violazioni. La petizione è stata ascoltata da nove giudici della Corte Suprema del Ghana. Dopo otto mesi di udienza, il 29 agosto 2013 la Corte ha respinto la petizione con un parere di maggioranza. 
Mahama è uno dei leader africani più seguiti sui siti di social networking, Twitter e Facebook. Nel maggio 2013, ha dichiarato che tutta l'Africa occidentale è sotto la minaccia della militanza islamista. 

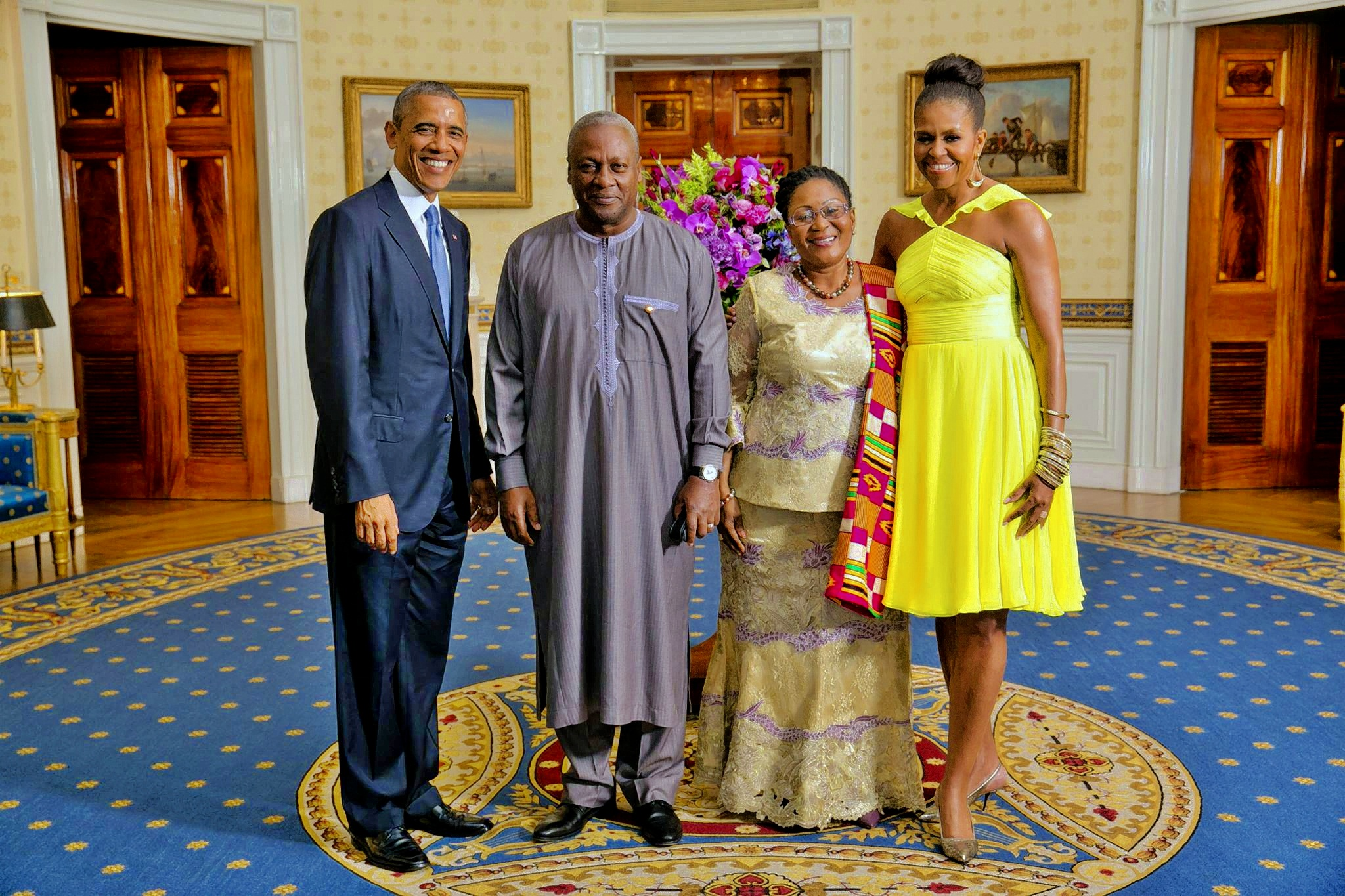
Il Presidente Obama e la First Lady Michelle salutano il Presidente John Dramani Mahama e la First Lady Lordina Dramani Mahama, nella Blue Room durante un vertice dei leader USA-Africa alla Casa Bianca, il 5 agosto 2014

Il 30 marzo 2014 è stato eletto alla presidenza dell'ECOWAS e il 26 giugno 2014 presidente del Comitato di alto livello per il commercio africano (HATC) dell'Unione africana (UA). 
Il 21 gennaio 2016, in occasione del World Economic Forum di Davos, Mahama è diventato co-presidente del gruppo Sustainable Development Goals Advocates, composto da 17 eminenti personalità che assistono il Segretario Generale delle Nazioni Unite nella campagna per il raggiungimento degli Obiettivi di Sviluppo Sostenibile (SDG) che i leader mondiali hanno adottato all'unanimità nel settembre 2015. Con il mandato di sostenere il Segretario Generale nei suoi sforzi per generare slancio e impegno per raggiungere gli SDG entro il 2030, gli SDG Advocates hanno lavorato per promuovere l'agenda universale per lo sviluppo sostenibile, per aumentare la consapevolezza della natura integrata degli SDG e per favorire il coinvolgimento di nuove parti interessate nell'attuazione di questi Obiettivi. 

### Sconfitte nel 2016 e nel 2020
Mahama ha cercato un secondo mandato completo alle elezioni generali del dicembre 2016. Era eleggibile per un secondo mandato completo da quando è salito alla presidenza con solo sei mesi rimanenti nel mandato di Mills. In Ghana, un vicepresidente che sale alla presidenza può candidarsi per due mandati completi a pieno titolo se è scaduta più della metà del mandato del suo predecessore. È stato sconfitto dal principale leader dell'opposizione Akufo-Addo in una rivincita di quattro anni prima, e ha ammesso la sconfitta la notte delle elezioni. Mahama ha ottenuto il 44,4% dei voti validi espressi rispetto al 53,5% di Akufo-Addo. 
Nel dicembre 2016 ha fatto parte del team di mediazione dell'ECOWAS per risolvere l'impasse politica post-elettorale in Gambia tra il presidente in carica sconfitto, Yahya Jammeh e il vincitore dichiarato, Adama Barrow.

### Rielezione nel 2024
Nelle elezioni avvenute il 7 dicembre 2024, Mahama è stato rieletto presidente, ottenendo il 56,55% dei voti e sconfiggendo il suo principale avversario, il vice-presidente Mahamudu Bawumia.